# Spielvereinigung Fürth 1994-1995
Questa voce raccoglie le informazioni riguardanti la Spielvereinigung Fürth nelle competizioni ufficiali della stagione 1994-1995.

## Stagione
Nella stagione 1994-1995 il Fürth, allenato da Bertram Beierlorzer, concluse il campionato di Regionalliga sud al 3º posto.

## Rosa
| N. |                     | Ruolo | Calciatore          |
| -- | ------------------- | ----- | ------------------- |
| 1  | Germania (bandiera) | P     | Andreas Menger      |
| 5  | Germania (bandiera) | C     | Markus Lotter       |
| 9  | Germania (bandiera) | A     | Frank Türr          |
|    | Germania (bandiera) | P     | Michael Braun       |
|    | Germania (bandiera) | P     | Klaus Mösle         |
|    | Germania (bandiera) | D     | Norbert Förster     |
|    | Germania (bandiera) | D     | Norbert Glintschert |
|    | Germania (bandiera) | D     | Günter Güttler      |
|    | Germania (bandiera) | D     | Dieter Probst       |
|    | Germania (bandiera) | D     | David Schneider     |
|    | Germania (bandiera) | C     | Achim Beierlorzer   |

| N. |                     | Ruolo | Calciatore       |
| -- | ------------------- | ----- | ---------------- |
|    | Germania (bandiera) | C     | Günter Drews     |
|    | Germania (bandiera) | C     | Oliver Fuchs     |
|    | Germania (bandiera) | C     | Bernd Müller     |
|    | Germania (bandiera) | C     | Matthias Plößner |
|    | Germania (bandiera) | C     | Boban Ristovski  |
|    | Germania (bandiera) | C     | Holger Seitz     |
|    | Germania (bandiera) | C     | Thomas Seitz     |
|    | Germania (bandiera) | C     | Ralf Weidhaus    |
|    | Germania (bandiera) | A     | Heinrich Dumpert |
|    | Germania (bandiera) | A     | Roland Reichel   |

## Organigramma societario
Area tecnica
- Allenatore: Bertram Beierlorzer
- Allenatore in seconda:
- Preparatore dei portieri:
- Preparatori atletici:
- Analisi video:

## Calciomercato

### Sessione estiva
| Acquisti | Acquisti       | Acquisti      | Acquisti |
| R.       | Nome           | da            | Modalità |
| -------- | -------------- | ------------- | -------- |
| D        | Günter Güttler | Schalke 04    |          |
| P        | Andreas Menger | Ulma          |          |
| C        | Holger Seitz   | Norimberga II |          |
| A        | Frank Türr     | Bayreuth      |          |
| C        | Ralf Weidhaus  | Bayreuth      |          |

| Cessioni | Cessioni     | Cessioni          | Cessioni |
| R.       | Nome         | a                 | Modalità |
| -------- | ------------ | ----------------- | -------- |
| A        | Harald Ebner | Vestenbergsgreuth |          |
| D        | Bernd Lunz   | Vestenbergsgreuth |          |

### Sessione invernale
| Acquisti | Acquisti | Acquisti | Acquisti |
| R.       | Nome     | da       | Modalità |
| -------- | -------- | -------- | -------- |

| Cessioni | Cessioni     | Cessioni          | Cessioni |
| R.       | Nome         | a                 | Modalità |
| -------- | ------------ | ----------------- | -------- |
| A        | Oliver Zettl | Vestenbergsgreuth |          |

## Risultati

### Regionalliga

#### Girone di andata
| 28 luglio 1994, ore 18:00 CEST 1ª giornata | VfR Mannheim | 1 – 0 | Fürth |  |

| 6 agosto 1994, ore 15:00 CEST 2ª giornata | Fürth | 1 – 3 | Augusta |  |

| 13 agosto 1994, ore 15:00 CEST 3ª giornata | Lohhof | 1 – 2 | Fürth |  |

| 19 agosto 1994, ore 18:00 CEST 4ª giornata | Fürth | 0 – 3 | Bayern Monaco II |  |

| 26 agosto 1994, ore 20:00 CEST 5ª giornata | Kickers Offenbach | 0 – 0 | Fürth |  |

| 3 settembre 1994, ore 15:00 CEST 6ª giornata | Fürth | 1 – 2 | Hessen Kassel |  |

| 21 settembre 1994, ore 18:00 CEST 7ª giornata | Kickers Stoccarda | 1 – 1 | Fürth |  |

| 17 settembre 1994, ore 15:00 CEST 8ª giornata | Fürth | 5 – 2 | Egelsbach |  |

| 23 settembre 1994, ore 18:00 CEST 9ª giornata | Fürth | 3 – 0 | Vestenbergsgreuth |  |

| 7 ottobre 1994, ore 18:00 CET 10ª giornata | Ulma | 0 – 2 | Fürth |  |

| 15 ottobre 1994, ore 15:00 CET 11ª giornata | Fürth | 5 – 0 | Reutlingen |  |

| 20 ottobre 1994, ore 15:00 CET 12ª giornata | Darmstadt | 3 – 3 | Fürth |  |

| 29 ottobre 1994, ore 15:00 CET 13ª giornata | Fürth | 2 – 0 | Unterhaching |  |

| 6 novembre 1994, ore 15:00 CET 14ª giornata | Rot-Weiss Francoforte | 0 – 1 | Fürth |  |

| 12 novembre 1994, ore 15:00 CET 15ª giornata | Fürth | 3 – 2 | Wehen |  |

| 19 novembre 1994, ore 15:00 CET 16ª giornata | Ludwigsburg | 1 – 2 | Fürth |  |

| 4 dicembre 1994, ore 15:00 CET 17ª giornata | Fürth | 1 – 1 | Ditzingen |  |

#### Girone di ritorno
| 10 dicembre 1994, ore 15:00 CET 18ª giornata | Fürth | 3 – 1 | VfR Mannheim |  |

| 25 febbraio 1995, ore 15:00 CET 19ª giornata | Augusta | 1 – 0 | Fürth |  |

| 4 marzo 1995, ore 15:00 CET 20ª giornata | Fürth | 1 – 0 | Lohhof |  |

| 11 marzo 1995, ore 15:00 CET 21ª giornata | Bayern Monaco II | 1 – 1 | Fürth |  |

| 18 marzo 1995, ore 15:00 CET 22ª giornata | Fürth | 2 – 2 | Kickers Offenbach |  |

| 26 marzo 1995, ore 15:00 CET 23ª giornata | Hessen Kassel | 2 – 2 | Fürth |  |

| 1º aprile 1995, ore 15:00 CEST 24ª giornata | Fürth | 0 – 3 | Kickers Stoccarda |  |

| 8 aprile 1995, ore 15:00 CEST 25ª giornata | Egelsbach | 0 – 2 | Fürth |  |

| 13 aprile 1995, ore 18:00 CEST 26ª giornata | Vestenbergsgreuth | 1 – 2 | Fürth |  |

| 22 aprile 1995, ore 15:00 CEST 27ª giornata | Fürth | 0 – 0 | Ulma |  |

| 29 aprile 1995, ore 15:00 CEST 28ª giornata | Reutlingen | 0 – 3 | Fürth |  |

| 5 maggio 1995, ore 18:00 CEST 29ª giornata | Fürth | 4 – 1 | Darmstadt |  |

| 12 maggio 1995, ore 18:00 CEST 30ª giornata | Unterhaching | 1 – 1 | Fürth |  |

| 19 maggio 1995, ore 18:00 CEST 31ª giornata | Fürth | 3 – 1 | Rot-Weiss Francoforte |  |

| 25 maggio 1995, ore 15:00 CEST 32ª giornata | Wehen | 0 – 5 | Fürth |  |

| 28 maggio 1995, ore 15:00 CEST 33ª giornata | Fürth | 3 – 1 | Ludwigsburg |  |

| 3 giugno 1995, ore 15:00 CEST 34ª giornata | Ditzingen | 2 – 3 | Fürth |  |

## Statistiche

### Statistiche di squadra
| Competizione     | Punti | In casa | In casa | In casa | In casa | In casa | In casa | In trasferta | In trasferta | In trasferta | In trasferta | In trasferta | In trasferta | Totale | Totale | Totale | Totale | Totale | Totale | DR  |
| Competizione     | Punti | G       | V       | N       | P       | Gf      | Gs      | G            | V            | N            | P            | Gf           | Gs           | G      | V      | N      | P      | Gf     | Gs     | DR  |
| ---------------- | ----- | ------- | ------- | ------- | ------- | ------- | ------- | ------------ | ------------ | ------------ | ------------ | ------------ | ------------ | ------ | ------ | ------ | ------ | ------ | ------ | --- |
| Regionalliga sud | 66    | 17      | 10      | 3       | 4       | 37      | 22      | 17           | 9            | 6            | 2            | 30           | 15           | 34     | 19     | 9      | 6      | 67     | 37     | +30 |
| Totale           | 66    | 17      | 10      | 3       | 4       | 37      | 22      | 17           | 9            | 6            | 2            | 30           | 15           | 34     | 19     | 9      | 6      | 67     | 37     | +30 |

### Andamento in campionato
| Giornata  | 1  | 2  | 3  | 4  | 5  | 6  | 7  | 8  | 9  | 10 | 11 | 12 | 13 | 14 | 15 | 16 | 17 | 18 | 19 | 20 | 21 | 22 | 23 | 24 | 25 | 26 | 27 | 28 | 29 | 30 | 31 | 32 | 33 | 34 |
| --------- | -- | -- | -- | -- | -- | -- | -- | -- | -- | -- | -- | -- | -- | -- | -- | -- | -- | -- | -- | -- | -- | -- | -- | -- | -- | -- | -- | -- | -- | -- | -- | -- | -- | -- |
| Luogo     | T  | C  | T  | C  | T  | C  | T  | C  | C  | T  | C  | T  | C  | T  | C  | T  | C  | C  | T  | C  | T  | C  | T  | C  | T  | T  | C  | T  | C  | T  | C  | T  | C  | T  |
| Risultato | P  | P  | V  | P  | N  | P  | N  | V  | V  | V  | V  | N  | V  | V  | V  | V  | N  | V  | P  | V  | N  | N  | N  | P  | V  | V  | N  | V  | V  | N  | V  | V  | V  | V  |
| Posizione | 14 | 18 | 13 | 15 | 15 | 18 | 17 | 11 | 10 | 10 | 8  | 7  | 7  | 6  | 5  | 4  | 6  | 4  | 7  | 4  | 6  | 6  | 6  | 7  | 6  | 4  | 5  | 4  | 4  | 4  | 4  | 3  | 3  | 3  |

Legenda:

Luogo: C = Casa; T = Trasferta. Risultato: V = Vittoria; N = Pareggio; P = Sconfitta.